# Grove Dictionary of Music and Musicians
The Grove Dictionary of Music and Musicians (em português Dicionário Grove de Música e Músicos) é um dicionário enciclopédico sobre música e músicos. Juntamente com a enciclopédia alemã "Musik in Geschichte und Gegenwart" - MGG (em português: Música no passado e presente), o Grove é uma das mais importantes obras de referência sobre a música ocidental. por Sir George Grove (1820-1900), inicialmente publicado em 1878 em Londres, sob o título A Dictionary of Music and Musicians, com um apêndice de John Alexander Fuller Maitland.

## Edições
Após a morte de Grove, a segunda edição, em cinco volumes, passou a chamar-se Grove's Dictionary of Music and Musicians, tendo sido editada por Fuller Maitland, entre 1904 e 1910. Várias reedições foram feitas ao longo do século XIX e, em anos recentes, foi publicada também uma versão eletrônica, Grove Music Online, como parte integrante do Oxford Music Online.
A terceira edição, publicada em 1927, também em cinco volumes, resultou de uma extensa revisão da segunda, tendo sido editada por  H. C. Colles.
A quarta edição, de 1940, também foi editada por Colles e publicada  em Nova York e London, ainda em cinco volumes, com algumas correções.
A quinta edição, em nove volumes, foi editada por Eric Blom e publicada em 1954. Foi a mais profunda revisão  da obra desde o seu início, com muitos artigos reescritos em estilo mais moderno, e um grande número de artigos inteiramente novos. Muitos dos artigos foram escritos por Blom, pessoalmente, ou traduzidos por ele. Um volume adicional, preparado em sua maior parte por Eric Blom, foi publicado em 1961. Blom morreu em 1959, e o volume suplementar foi completado por Denis Stevens. Essa quinta edição foi reimpressa em 1966, 1968, 1970, 1973 e 1975.
A edição de 1980 foi publicada com o título de The New Grove Dictionary of Music and Musicians, em para 20 volumes, com 22.500 artigos e 16.500 biografias. Seu principal editor foi Stanley Sadie. Essa edição foi reimpressa com correções mínimas, todos anos, até 1995, exceto em 1982 e 1983. A segunda edição do New Grove (a sétima, desde a criação do dicionário), também editada por Sadie e com acréscimo significativo da parte dedicada aos compositores do século XX, foi publicada em 2001, com 29 volumes - em papel e na Internet, no site Grove Music Online, mediante assinatura. 
Desde 2009, a editora-chefe do "Grove Music," é a professora  Deane Root, da Universidade de Pittsburgh.